# Saint-Lothain
Saint-Lothain é uma comuna francesa na região administrativa de Borgonha-Franco-Condado, no departamento de Jura. Estende-se por uma área de 12,33 km². Em 2010 a comuna tinha 477 habitantes (densidade: 38,7 hab./km²).